# كارول كيسينكسكي
كارول كيسينكسكي (بالإنجليزية: Carol Kicinski)‏ هي مُدافعة عن النظام الغذائي الخالِ من الغلوتين، وطاهية تلفزيونية ومؤسسة مجلة ومحررة، وهي مُبتكرة لوصفات خالية من الغلوتين ومؤلفة كتاب طبخ وكاتبة عن التغذية. هي مؤسسة مجلة سيمبلي غلوتين فري. هي في الموسم السابع من برنامجها الشهري كطاهية لأطعمة خالية من الغلوتين، وهو على شكل حلقات مخصصة لها في برنامج داي تايم. تتبع الحمية الغذائية الخالية من الغلوتين منذ أكثر من 20 سنة.